# Säg ingenting till mig
Säg ingenting till mig er den svenske sangerinde Melissa Horns andet album og udkom i 2009.

## Spor
1. Jag kan inte skilja på - 4:50
2. Lät du henne komma närmre - 4:29
3. Hur ska det gå? - 3:17
4. Tyck synd om mig nu - 3:41
5. Säg ingenting till mig - 3:32
6. Vem lämnade vem - 4:10
7. Jag vet vem jag är när jag är hos dig - 3:03
8. Med ena foten utanför - 3:50
9. Jag ska sakna dig imorgon - 3:23
10. Falla fritt - 4:01